# Oban csillagfutama
Az Oban csillagfutama egy francia-japán tudományos-fantasztikus animációs filmsorozat, a Sav! The World független animációs cég első munkája. Az ŌSR írója és rendezője Gustave Eiffel ükunokája, Savin Yeatman-Eiffel, alapította a céget 1998-ban.
Egy lehetséges folytatása vagy spin-offja a sorozatnak fejlesztés alatt áll.

## A sorozatról
A sorozat francia-japán keverék, melyben a franciák 3D-s technikája és a japánok 2D-s alkotási stílusa remek képi világot alkotnak, alig lehet észrevenni a sík rajzok és a 3D közötti különbséget. Az első évad 26 epizódból áll.
A történet az űrben játszódik. Az alkotók tudományos-fantasztikus elemeket tettek bele. A karakterek dizájnja különleges, elsőre talán szokatlan, de nagyon tetszetős. Az űrlények és a helyszínek gondosan kidolgozottak. Oban vörös növényzete és a templomok faragott díszei, falfestményei nagyon egyedivé, varázslatossá teszik a sorozat helyszíneit.
A sorozat a Földről indul, 2082. május 30-án, mikor a főhős(nő) Eva Wei elindul megkeresni az édesapját, Don Weit, de nem minden megy simán. A sorozat 2. epizódjától a világűrben kalandozhatunk tovább, különféle idegenekkel, a galaxis legfőbb titkával és egy valódi herceggel is megismerkedhetünk.

## Történet
Az epizód első részében megismerkedhetünk a 15 éves Eva Wei-jel, aki a Stern Bentlakásos Iskolában él. Sokan hiszik róla hogy árva, mert sosem jönnek érte a szülei. Édesanyja Maja, a világhírű versenypilóta, egy balesetben életét vesztette, amikor Eva még kicsi volt. Édesapja, Don Wei, felesége halála után összeomlott, lányát nevelőintézetbe küldte és próbálta elfelejteni múltját. Hiába, hiszen ő a legjobb a menedzserek között. Új életet kezdett, a családja nélkül, és megalapította a Wei Race Versenyistállót.
Eva sok éven keresztül reménykedett abban, hogy az apja felveszi vele a kapcsolatot. Várta, hogy felhívja őt a születésnapján, de csalódnia kellett. Sosem kapott még egy levelet sem. Eva nem bírja tovább a nevelőintézet falai közt, megszereli rakétaszékét, és egyszerűen átugrat vele az iskola hatalmas kőfala fölött. Stílusosan, magabiztosan, és reménnyel a szívében.
Könnyen megtalálja a versenyistállót, az apjával is hamar találkozik, de Don Wei, nem ismeri fel saját lányát. Eva végül hazudik, azt mondja ő egy egyszerű szerelő, akit Mollynak hívnak. Miután bizonyítja ügyességét, munkát kap az istállóban.
Váratlan vendég érkezik, maga az elnök, és közli Don Wei-jel, 13 órát kap, hogy összeszedje a galaxis legnagyobb versenyére a következőket: a legjobb pilótát, a legjobb tüzért, a legjobb siklót és a legjobb szerelőket a Földközösség színeiben. Itt hallunk először a nagyhatalmú Avatarról, a Nagy Futam szervezőjéről.
Hajnalban el is indulnak a nagy Obani futam elődöntőjének helyszínére az Alwas bolygóra. A csapat tagjai: Don Wei, a szigorú menedzser, Rick Tunderbolt, a sztárpilóta, Stan és Koji, a Whizzing Arrow 1-2 szerelői és Jordan C. Wilde, a tüzérfiú. De van egy potyautasuk is. Don Wei végül beletörődik, hogy Molly is a csapattal jött, de ezzel kiérdemli, hogy lánya továbbra is titkolja előtte valódi kilétét.
A földi csapat elindul a városba, szétnézni. Eva találkozik Noursia hercegével, Aikkával, aki kék szárnyú óriásbogarának hátán repülve indul a futamon.
Rick is versenybe száll, remekül vezet, majdnem nyer Grooor ellen, de a célegyenesben történik valami váratlan hiba, Rick siklója felrobban, ő pedig súlyosan megsérül. Nem sok esély van a felépülésre. Don Wei kétségbe esetten próbál egy másik pilótát szerezni, de nem sok ember él az Alwas bolygón. Molly végül bebizonyítja, hogy van olyan jó pilóta, hogy vezesse a Whizzing Arrow II-t. Beszereli rakétaszékét, és indul a futamon, amit meg is nyer.
Rick elkezd nyomozni, mi történhetett a gépével. Sok titkot felfedez, még arra is rájön, hogy Molly Don lánya, de hallgat, és amikor a csapat tovább jut Obanra, úgy dönt, haza megy a Földre, és a „Kisegérre” bízza a feladatot, hogy a Földi csapat megnyerje a Legvégső Díjat.
A verseny egyre keményebb, az ellenfelek is mind a győzelmet akarják, hogy valóra válthassák álmaikat és céljaikat, de Oban futamának hátterében valami nagyobb, valami sokkal fontosabb dolog áll.

## Szereplők
Eva "Molly" Wei |エヴァ・"モリー"・ウェイ|Eba "Morī" Wei
Szinkron: Chiara Zanni (angol), Junko Noda (japán), Gabrielle Jeru (francia), Rácz Brigitta (magyar)
Főhősnőnk szeretni való karakter a sorozatban. Nem egyszer bizonyítja ügyességét, bátorságát és kitartását. Akkor sem adja fel, ha elveszít egy futamot. Amennyire magabiztos, olyan kíváncsi is, ami nemegyszer bajba sodorja. Bízik barátaiban és a becsületes játékban. Ezek a tulajdonságok felkeltik az Avatar figyelmét, aki az utódját keresi Eva-ban. De a lány csak egyetlen dolgot akar, visszakapni édesanyját, hogy a családja újra egyesüljön. Nem érdekli a hatalom, és a halhatatlanság, ezért az egy célért versenyzik minden alkalommal, de még az Avatar sem mindenható.
Jordan C. Wilde|ジョーダン・ワイルド|Jōdan Uirudo
Szinkron: Sam Vincent (angol), Keiichirou Satomi (japán), Thomas Guitard (francia), Seszták Szabolcs (magyar)
Jordan, a kiváló képességekkel megáldott tüzér, Eva csapattársa, és legjobb barátja. Katonai előéletének köszönhetően kiválóak a reflexei. Bátor és erős, viszont nem bízik meg semmiben és senkiben. Képes feláldozni akár az éltét is Eváért, hiszen szerelmes belé.
Don Wei|ドン・ウェイ|
Szinkron: Ron Halder (angol), Unshou Ishizuka (japán), Jérôme Keen (francia), Szokolay Ottó (magyar)
Eva apja és a Wei Race Versenyistálló menedzsere. Szigorú és kötelességtudó. Nem szereti a női pilótákat, valószínűleg felesége halála miatt. Szereti és félti lányát de minden érzelmét elzárja a külvilág elől. Sokáig nem jön rá, hogy Molly az ő lánya, de végül rájön és egyre jobban félti lányát a további versenyzéstől.

## Epizódlista
1. rész: Egy új kezdet (A Fresh Start)
2. rész: A viszály kirobban (Hostilities Break Out)
3. rész: Grooor, a pácban (Grave Like Grooor)
4. rész: Flint, a palinta (In Like Flint)
5. rész: Ceres, az ádáz (Cruel Like Ceres)
6. rész: Paradicső faktor (Playful Like Paradice)
7. rész: Áruló Toros (Treacherous Like Toros)
8. rész: Fürge Aikka (Agile Like Aikka)
9. rész: Szuperbajnok meglepetése (Surprising like Super-Racer)
10. rész: Kemény Rush (Resistant Like Rush)
11. rész: Spirit, a hallgatag (Silent Like Spirit)
12. rész: Nyerésvágy (The Will to Win)
13. rész: Utat! (Make Way!)
14. rész: Isten hozott Obanon! (Welcome to Ōban!)
15. rész: Ádáz Furter gróf (Fierce Like Lord Furter)
16. rész: Ning és Skun, a zűrös páros (Nervous Like Ning & Skun)
17. rész: Optimalizált Ondai (Optimised Like Ondai)
18. rész: Mord Muir (Monstrous Like Muir)
19. rész: A világ eredete (The Origin of the World)
20. rész: Szeszélyes Sul (Secret Like Sul)
21. rész: Ominózus O (Ominous Like O)
22. rész: Jelenések (Revelations)
23. rész: Kegyetlen Kross (Cruel Like Kross)
24. rész: Canaletto bosszúja (Canaletto's Revenge)
25. rész: Szokatlan szövetségek (Unlikely Alliances)
26. rész: Az igazság pillanata (The Moment Of Truth)

## Zene
Nyitódal
- "Chance to Shine" – AKINO (nemzetközi vetítésben)
- "Chance to Shine" (Remix) – AKINO (európai vetítésben (Franciaországon kívül))
- "Never Say Never" – After Midnight Project (amerikai vetítésben)

Záródal
- "Waratteta" (笑ってた?, ’lit We Were Laughing’) – Sukoshi (nemzetközi és amerikai vetítésben)
- "Chance to Shine" (Remix, Instrumental) – AKINO (európai vetítésben)